# MDAI
MDAI（5,6-亚甲二氧基-2-氨基茚满）是一种含氮有机化合物，分子式C10H11NO2，属于2-氨基茚满衍生物，1990年代由普渡大學的David E. Nichols团队开发，结构与MDAT类似，能作为选择性血清素释放剂（SSRA）。